# Wigner fusion

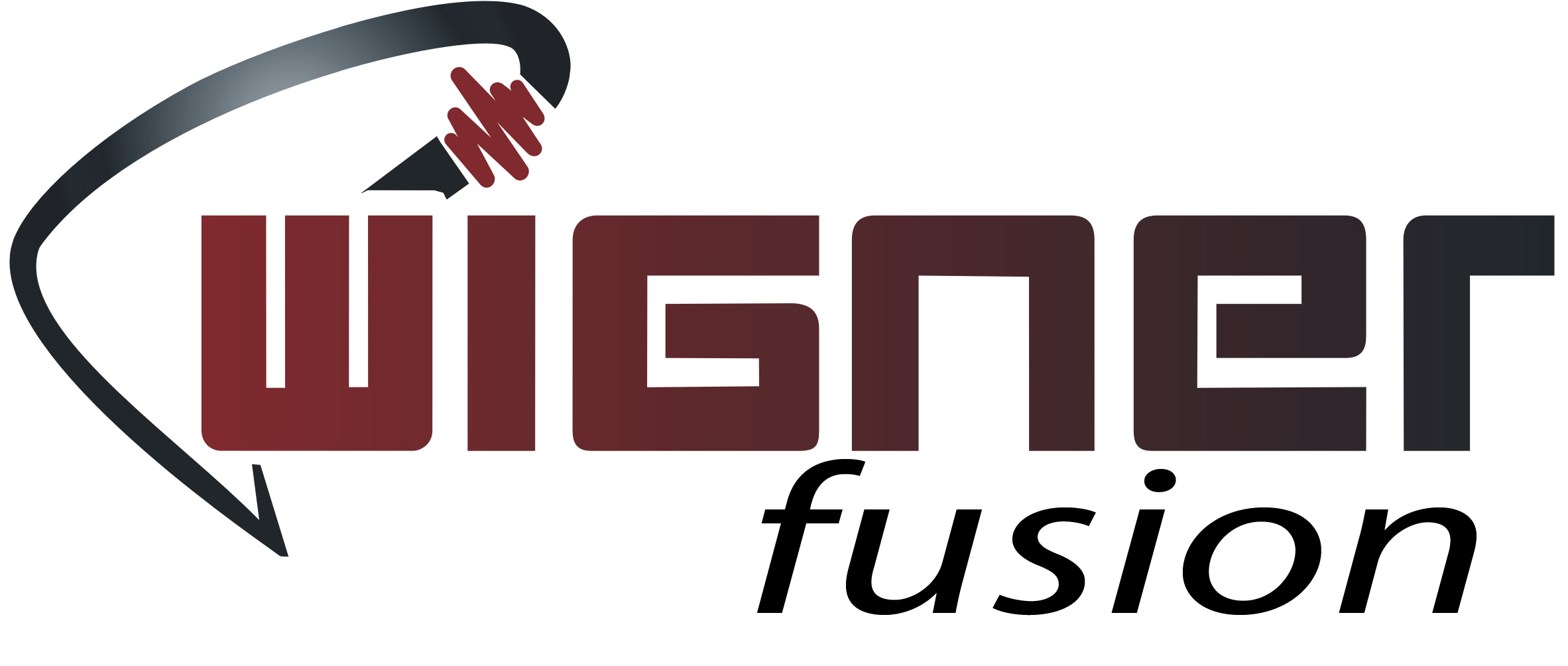
Wigner fusion logo

A Wigner fusion kutatócsoportjai mágneses összetartású magfúziós kísérletekben vesznek részt szerte a világban. A Wigner fusion összesen 4 kutatóintézet és egyetem együttműködése, amelyek közül 3 kutatócsoport az MTA Wigner Fizikai Kutatóközpont Plazmafizika Osztályán, 1 a Budapesti Műszaki és Gazdaságtudományi Egyetem Nukleáris Technikai Intézetében található, néhány speciális témára szakosodott tag pedig az MTA Energiatudományi Kutatóközpontban, illetve az MTA Atommagkutató Intézetben található, az MTA Wigner Fizikai Kutatóközpont koordinálásában. Az európai fúziós kutatási programba az EUROfusion konzorciumon keresztül kapcsolódnak be, amely az európai fúziós kutatásokat koordinálja. Ebben a 4 kutatócsoportban összesen több mint 40 kutató, mérnök és technikus dolgozik együtt, akik több mint fél tucat mágneses összetartású kísérletben vesznek részt szerte a világban, mint például: ITER, JET, Asdex-Upgrade, W7-X, KSTAR, EAST.
A Wigner fusion kutatócsoportjai:
- Pellet és Videodiagnosztikai Kutatócsoport
- ITER és Fúziós Diagnosztika Fejlesztések Kutatócsoport
- Nyalábemissziós Spektroszkópai Kutatócsoport
- BME NTI Fúziós Csoport Archiválva 2017. december 11-i dátummal a Wayback Machine-ben